# Margot Duhalde
Margot Duhalde Sotomayor (Rio Bom, 12 de dezembro de 1920 - Santiago de Chile, 5 de fevereiro de 2018) foi uma aviadora chilena, a primeira mulher piloto de guerra em seu país e uma das pioneiras da aviação latino-americana.

## Biografia

### Primeiros anos
Nasceu em Rio Bom, na zona sul do Chile, descendente de imigrantes, e cresceu no seio de uma família basco-francesa. Teve onze irmãos.
Aos dezasseis anos, quis ser aviadora e  mentiu sobre sua idade para poder fazer o curso de piloto de aviação e ingressar ao Clube Aéreo de Chile como sócia. Para poder mudar-se a Europa e combater na Segunda Guerra Mundial, disse a seus pais que iria para o Canadá trabalhar como instrutora de voo.

### Carreira como piloto
Se graduou como piloto civil antes de cumprir dezoito anos de idade, em 1938. Quando estoirou a Segunda Guerra Mundial, viajou para a Europa e trabalhou como piloto para as forças francesas livres de Charles de Gaulle, onde foi destinada a Londres e ingressou na Royal Air Force, na divisão Air Transport Auxiliary. Sua missão consistia em pilotar desde as fabricas aviões de todo o tipo para as bases aéreas.  Voou mais de cem tipos de aviões, entre os que se incluem caças como o Spitfire e bombardeiros ligeiros.
Quando a guerra terminou, continuou trabalhando para a Força Aérea Francesa, vivendo em Inglaterra e mais tarde em Meknès, Marrocos.
Entre 1945 e 1946 realizou uma volta pela América Latina, com o objectivo de realizar demonstrações de aviões franceses. Durante esta volta visitou Argentina, Brasil, Uruguai e Chile. A princípios de 1947 regressou ao Chile, onde trabalhou como piloto particular e depois como piloto comercial para a companhia aérea Lipa-Sur. Posteriormente trabalhou como chefe de torre de controle na Força Aérea Chilena, emprego que manteve durante mais de quarenta anos.
Ao longo de sua carreira, desempenhou funções como instrutora de voo, e fundou uma escola de voo que leva seu nome.

### Depois da reforma e últimos anos
Escreveu um livro autobiográfico, titulado Margot Duhalde Mulher alada, publicado pela Fundação Arturo Merino Benítez. Mesmo assim, a escritora Magdalena Silva Valdés publicou em 1991 um livro sobre a vida de Margot, titulado Margot Duhalde: aviadora. Em 2010 participou no documentário britânico Spitfire Women, onde se narra a história das mulheres piloto da divisão Air Transport Auxiliary, e em 2011 em Air Transport Auxiliary, um documentário sobre a organização e seus integrantes.
Seu falecimento deu-se num hospital de Santiago de Chile, a 5 de fevereiro de 2018, à idade de 97 anos.

## Vida pessoal
Margot Duhalde esteve casada em três ocasiões. Com seu segundo esposo teve o seu único filho, e mais tarde dois netos.

## Distintivos
Foi condecorada por organismos oficiais de vários países. Entre as honras recebidas destacam-se:

### Ordens
- Cavaleiro da Legião de Honra, 1946. Por seu serviço na Força Aérea Livre durante a Segunda Guerra Mundial, outorgado pelo governo francês.
- Comendador da Legião de Honra, 2006. Ascendida a Comendador da Legião de Honra pelo governo francês.[12]

### Militar
- Insígnia de Veteranos outorgada pelo governo britânico por seus serviços como Auxiliar de Transporte Aéreo Britânico durante a Segunda Guerra Mundial (2009).[13]

### Grau militar
- Obteve o grau de coronel de aviação de Honra da Força Aérea do Chile.